# Geomyza angustipennis
Geomyza angustipennis är en tvåvingeart som beskrevs av Zetterstedt 1847. Geomyza angustipennis ingår i släktet Geomyza och familjen gräsflugor. Arten är reproducerande i Sverige. Inga underarter finns listade i Catalogue of Life.